# 大靳村
大靳村，是中华人民共和国山西省晋中市介休市绵山镇下辖的一个村。
2019年1月21日，大靳村公布为第七批中国历史文化名村。
2019年6月6日，大靳村公布为第五批中国传统村落。